# Fernando Morillo
Fernando Morillo Grande (Azpeitia, Guipúzcoa, 3 de mayo de 1974) es un escritor y editor español en lengua vasca, conocido especialmente por sus obras de literatura infantil y juvenil.
En 2003, obtuvo el Premio Euskadi de Literatura Infantil y Juvenil por la obra Izar Malkoak. En 2009 fue de nuevo finalista del Premio Euskadi por Leonardoren hegoak. La misma obra, en su versión en español y con el título de Las alas de Leonardo, fue finalista del Premio Hache 2012, de Cartagena. 
En 2011, el autor fundó la editorial Gaumin con el fin de impulsar la literatura juvenil y de favorecer el acercamiento de los jóvenes lectores a las nuevas tecnologías.

### Novelas
- Ortzadarra sutan (2002, Elkar).
- Gloria Mundi (2004, Elkar) (edición en español, traducida por el autor: Tártalo, 2005).
- Suminaren estrategia (2008, Elkar).
- Zure arimaren truke (2008, Txalaparta).
- Bilbo Samurai (2010, Txalaparta).
- Itzalen sua (2012, Gaumin) (edición en español: El fuego de las sombras, 2012, Gaumin).
- Pasio krimena (2013, Gaumin).

### Narrativa
- Gudaoste ametsak (1999, Kutxa)
- Deabruaren letaginak (2011, Gaumin).
- Hildakoei esker eta haien erruz (2011, Gaumin).

### Literatura infantil y juvenil
- Bila nazatela (1999, Ibaizabal)
- Sexu egunsentiak (2000, Elkar)
- Bihotz nahasiak (2001, Ibaizabal)
- Izar-malkoak (2002, Aizkorri)
- Dorretxe zaharreko misterioa (2002, Ibaizabal)
- Eta ni zer? (2003, Elkar)
- Arriskupean! (2003, Ibaizabal)
- Dragoien orroa (2005, Elkar)
- Idoiaren hitzak / Gariren hitzak (2005, Elea / Ikastolen Konfederazioa)
- Andoitz eta Lurralde Ezkutuak (2007, Ibaizabal)
- Iratiko sorgin basatia (2007, Ibaizabal)
- Seximenduz (2007, Elkar)
- Leonardoren hegoak (2008, Ibaizabal)
- Egun beltzetan, jolas beltzak (2008, Erein)
- Azeri noblea (2010, Erein)
- Lehoien dantza. Grezia: jolasa eta odola (2011, Elkar)
- Heriotzaren soinekoa. Japonia: ezpata, ispilua eta harribitxia (2011, Elkar)
- Izuaren Pasabidea (2011, Gaumin)
- Marko panpinak trapuzko amets (2011, Gaumin)
- Abbadiaren sekretua (2012, Gaumin)
- Zonbia San Mamesen (2012, Gaumin)
- Hiru Istripu eta bi Amodio (Gaumin)

### Biografías
- Leonardo da Vinci (2003, Elkar)

### Ensayos
- Erraldoi herrena: zientzia, poesia eta beste hainbat mozkorraldi (2000, Alberdania) Xiker Portilloren laguntzarekin

## Premios
- Precio Ciudad de San Sebastián, en la categoría de cuento, 1999, por Gudaoste ametsak.
- Premio Igartza|CAF-Beca de Creación Literaria, 2002, por Ortzadarra sutan.
- Premio Euskadi de Literatura Infantil y Juvenil, 2003, por Izar-malkoak.
- Premio Augustin Zubikarai, ex aequo, 2003, por Gloria Mundi.
- Premio Gaztea Saria (Premio Joven), 2006, por Gloria Mundi.
- Premio Juul (País Vasco y Navarra), 2009, otorgado mediante votación de lectores de la ESO, por Seximenduz.
- Premio Juul (País Vasco y Navarra), 2009, otorgado mediante votación de lectores de bachillerato, por Ortzadarra sutan.
- Premio Juul (País Vasco y Navarra), 2010, otorgado mediante votación de lectores de la ESO, por Seximenduz.
- Premio Juul (País Vasco y Navarra), 2011, otorgado mediante votación de lectores de la ESO, por Seximenduz.
- Premio Juul (País Vasco y Navarra), 2011, otorgado mediante votación de lectores de bachillerato, por Bilbo samurai.
- Premio Juul (País Vasco y Navarra), 2012, otorgado mediante votación de lectores de la ESO, por Ortzadarra sutan.
- Premio Hache (Cartagena), 2012, otorgado mediante votación de lectores de la ESO, por Las alas de Leonardo.